# 出生率

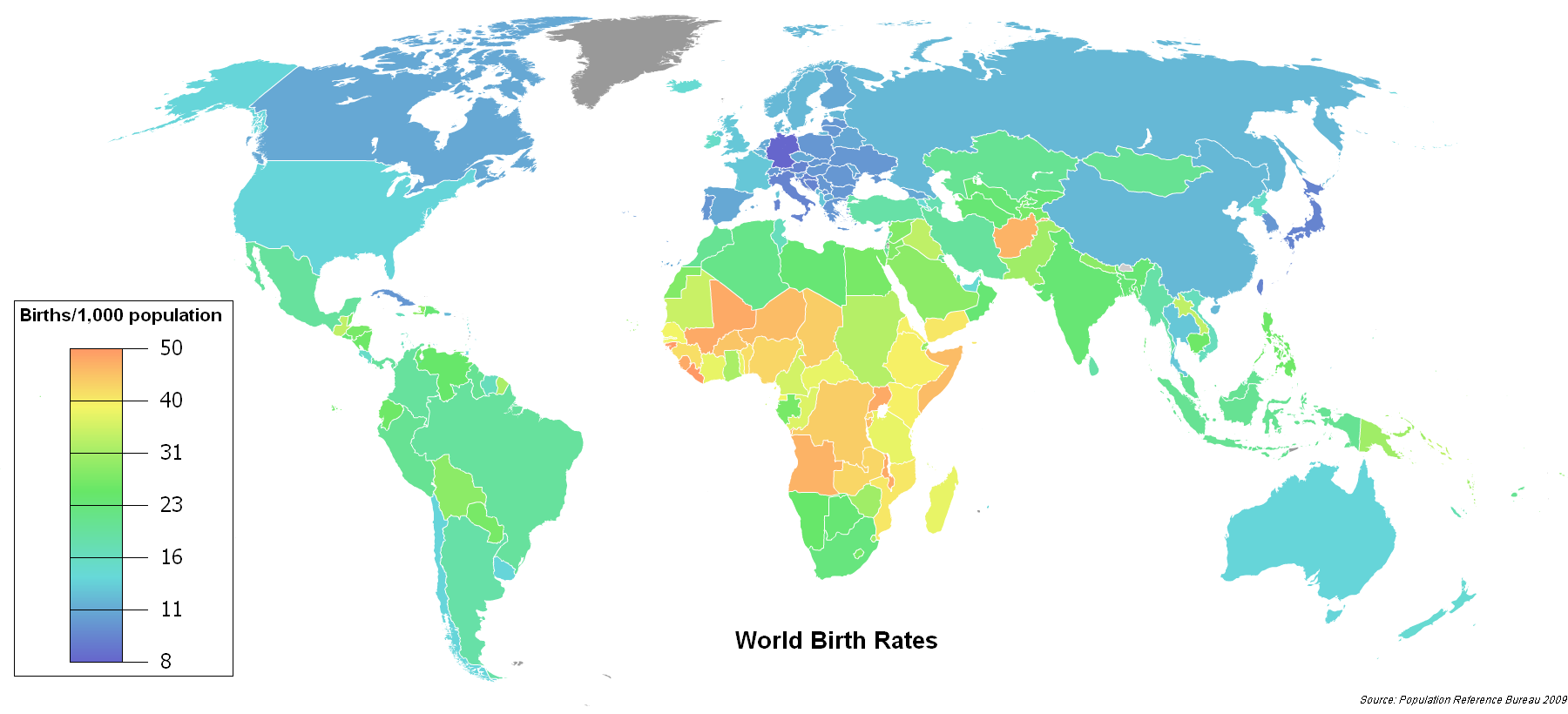
世界各國出生率

在人口統計學中，出生率（crude birth rate,CBR）的定義是每年、每一千人當中的新生人口數，可以數學式表達為：

{\displaystyle CBR={\frac {n}{p}}{1000}}

（「n」代表該年新生人口數，「p」當年人口總數。）

某年出生率的數值扣掉死亡率的數值，即為該年的人口自然增長率（「自然」意謂不含移民人口）。
另外一个生育率指标也经常用到：总和生育率－即在育龄期间，每个妇女平均的生育子女数。自然生育率能看到人口的年龄分布造成的影响。
生育率在发展落后的国家会较高，而在很多发达国家较低。

## 其他測知方式
总体生育率（GFR，General fertility rate） － 等于1000名15至45岁妇女所生孩子的个数
标准出生率（SBR, Standardised birth rate）－ 它在年龄性别组成结构和假设标准之间做比较

## 影響因素
- 政府的鼓励或者限制性的人口政策
- 现有的年龄性别组成结构
- 社会文化和宗教信仰 － 特别是对避孕的看法
- 妇女的文化水平
- 经济发展水平（按理论上说，当经济繁荣、文化程度提高，人们越有能力抚养更多孩子；但是实际情况却是，发达地区的人口出生率总是很低。）
- 贫穷程度 － 在发展中国家，儿童因为可以劳动赚钱而被视为一个经济收入的来源
- 婴幼儿死亡率 － 如果一个国家的婴幼儿死亡率高，那么这个国家中家庭会生更多的孩子，因为人们预期有一些孩子会夭折。

## 外部連結
- 美國中央情報局《World Factbook》各國出生率排行
- 中華民國內政部統計處出生率統計 （页面存档备份，存于）